# گورگن خانجیان
گورگن وازگنی خانجیان (ارمنی: Գուրգեն Վազգենի Խանջյան؛ زادهٔ ۲۵ ژانویهٔ ۱۹۵۰) رمان‌نویس، نمایشنامه‌نویس، مترجم و ویراستار اهل ارمنستان است.

## زندگی‌نامه
وی در ۲۵ ژانویه ۱۹۵۰ در ایروان به دنیا آمد و از دانشگاه ملی علوم کشاورزی ارمنستان فارغ‌التحصیل گشت. وی عضو اتحادیه نویسندگان ارمنستان است. وی برنده جوایزی همچون مدال موسس خورناتسی است.